# John Ralston
John Ralston (Miramichi, 9 ottobre 1964) è un attore canadese.
I suoi ruoli più famosi sono quelli che ha avuto nelle serie La mia vita con Derek (interpretando il ruolo del padre di Derek, Edwin e Marti) e nella serie Strange Days at Blake Holsey High.
È stato anche protagonista del film South of the Moon del 2008.
Ha anche girato uno spot della Toyota per la TV canadese.
Ha interpretato il ruolo di Sasha Antonov nella 3 stagione della serie ‘ Bitten ‘

## Filmografia (parziale)

### Cinema
- Ferite mortali (Exit Wounds), regia di Andrzej Bartkowiak (2001)
- Earthstorm, regia di Terry Cunningham (2006)
- KAW - L'attacco dei corvi imperiali (KAW), regia di Sheldon Wilson (2007)
- South of the Moon, regia di Antonio DiVerdis (2008)
- Rapina a Stoccolma (Stockholm), regia di Robert Budreau (2018)
- Our House, regia di Anthony Scott Burns (2018)
- Finché morte non ci separi (Ready or Not), regia di Matt Bettinelli-Olpin e Tyler Gillett (2019)
- Piscina infinita (Infinity Pool), regia di Brandon Cronenberg (2023)

### Televisione
- PSI Factor – serie TV, episodio 1x13 (1997)
- Nikita – serie TV, episodio 2x12 (1998)
- Pianeta Terra - Cronaca di un'invasione – serie TV, episodio 4x02 (2000)
- Doc – serie TV, episodio 1x10 (2001)
- Una nuova vita per Zoe – serie TV, episodio 2x09 (2004)
- La mia vita con Derek – serie TV, 70 episodi (2005-2009)
- Alla corte di Alice – serie TV, 2 episodi (2005-2006)
- Vacanza con Derek (Vacation with Derek) – film TV (2010)
- Nikita – serie TV, episodio 2x02 (2011)
- Degrassi: The Next Generation – serie TV, 20 episodi (2013-2015)
- Bitten – serie TV, 8 episodi (2016)
- Reign – serie TV, 3 episodi (2017)
- Private Eyes – serie TV, episodio 4x03 (2020)
- Ginny & Georgia – serie TV, 3 episodi (2023)

## Doppiatori italiani
Nelle versioni in italiano delle opere in cui ha recitato, John Ralston è stato doppiato da:
- Riccardo Niseem Onorato ne La mia vita con Derek
- Maurizio Reti in Earthstorm
- Marcello Cortese in Flash Gordon
- Germano Basile in Kaw - L'attacco dei corvi imperiali
- Stefano Benassi in Rapina a Stoccolma
- Davide Marzi in Finché morte non ci separi
- Gianluca Machelli in Private Eyes
- Fabrizio Pucci in Transplant
- Gianni Giuliano in Virgin River